# Heksenzalf

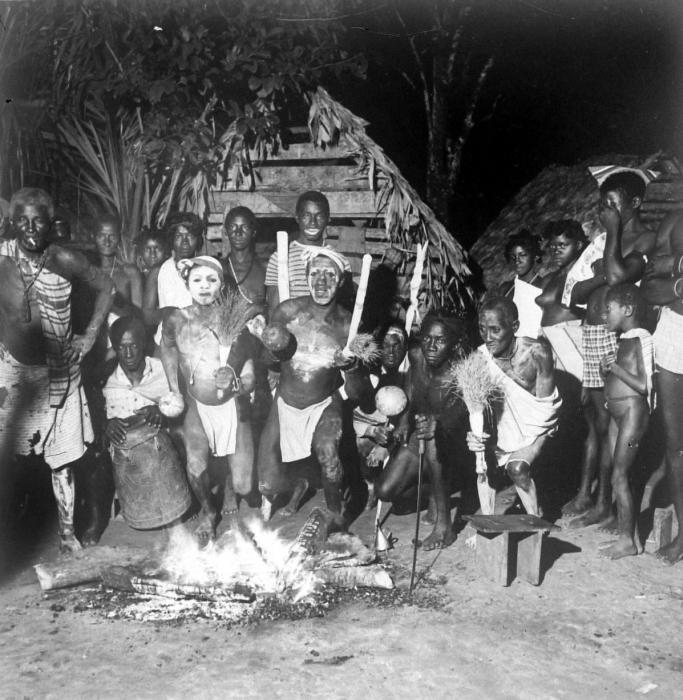
Foto genomen na afloop van een rituele dans in een Marrondorp. Dit wordt ook wel Wentidansi of Wentipee bij de Aukaners genoemd. De dansers prepareren hun lichaam met kruiden en zijn daardoor in staat om door het vuur te dansen. Terwijl ze muziek maken (slaan op de Apinti, zingen en dansen) is het mogelijk dat de dansers in trance raken.

Heksenzalf (ook bekend als vliegzalf, groene zalf, magische zalf, lykantropische zalf, unguentum sabbati, unguentum pharelis, unguentum populi of unguenta somnifera), is een middel dat kan leiden tot een hallucinatie, waarbij de gebruiker de innerlijke ervaring heeft dat hij zich in een astrale wereld bevindt. Ook zijn er meldingen van gebruikers die door het opbrengen van de zalf het gevoel hebben in een dier veranderd te zijn (metamorfose). Deze ervaring gaat vaak gepaard met een gevoel van euforie en een verhoogd libido.

## Heksen en sjamanen
Deze hallucinogene zalf waarvan beweerd wordt dat zij door heksen uit de vroegmoderne periode werd gebruikt, werd voor het eerst beschreven in 1456 door Johannes Hartlieb. Ook de Spaanse theoloog Alonso Tostado schreef erover in Super Genesis Commentaria (1507).
In veel animistische culturen werden en worden door sjamanen hallucinogene kruiden verwerkt in dranken en zalven. Deze bereidingen worden dan gebruikt om contact te zoeken met de geestenwereld. Waarschijnlijk past het gebruik van heksenzalf door heksen in deze sjamanistische traditie.

## Ingrediënten en gebruik
De gerapporteerde ingrediënten variëren. Planten uit de nachtschadefamilie, die krachtige psychoactieve alkaloïden kunnen bevatten, maken er vaak deel van uit. Als basis van de zalf werd in onze contreien meestal varkensvet gebruikt.
Een van de zalfjes bevatte wolfskers (belladonna), bilzekruid en alruin en werd op de huid gesmeerd. Andere bronnen melden ook doornappel, datura, kerstroos, maretak, monnikskap, vliegenzwam, roet, bloed van een vleermuis, blad van de populier, kalmoes, maanzaad, den, peterselie, kamfer, anijs, opium en solanine als ingrediënten. Zie ook heksenkruid, de monnikskap wordt ook genoemd in de Wiccan Rede en Engelse benamingen zijn wolfsbane en leopard's bane (zie ook weerwolf).
De zalf werd toegepast op het voorhoofd, de slapen, onder de oksels, in de liezen en/of op slijmvlies (plaatsen waar werkzame stoffen snel en makkelijk opgenomen worden). De zalf wordt soms met een staf opgebracht, zodat de werkzame bestanddelen niet in de handpalmen trekken.

## Christendom

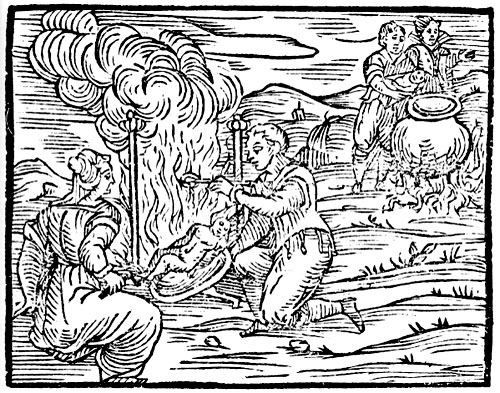
Christelijke visie op heksenzalf: heksen koken een baby om heksenzalf te bereiden (Compendium maleficarum, 1608)

Er zijn vele beschrijvingen in de literatuur over de "vliegende" heksen. Aangenomen wordt dat de verhalen over "vliegen" en vruchtbaarheidsrituelen met een bezem (paganisme) hebben geleid tot de verhalen over de heksenrit naar de "duivelse" heksensabbat. De jaarfeesten staan in verband met de zonnewendes en equinoxen, ook de maanstand is belangrijk.
Heksen, heidenen en hun gebruiken werden verketterd, zo werd gezegd dat vliegzalf bereid werd met het vet van de gekookte ledematen van ongedoopte eerstgeboren baby's. De heidense jaarfeesten (sabbats) werden afgeschilderd als demonische bijeenkomsten waarbij de satan aanbeden werd.
Volgens enkele heksenprocessen gingen heksen 's nachts naar een geheime ontmoetingsplek (bekende plekken zijn Kyöpelinvuori, Blockula, de Blocksberg en het Zwarte Woud in Duitsland). Dit deden ze volgens de verhalen vliegend op bezemstelen of als uil of andere nachtvogel, maar soms ook als (zwarte) kat of wolf. Soms wordt juist verteld dat de heks óp een dier naar de ontmoetingsplek vloog.
Het christendom haalde af en toe elementen uit de oude heidense geloven binnen, maar vaak ook werden de gebruiken wereldwijd hard bestreden.

## Huidige tijd
Tegenwoordig wordt de zalf nog gebruikt door sommige beoefenaars van wicca evenals door psychonauten.
Het televisieprogramma Spuiten en Slikken besteedde aandacht aan vliegzalf, de vliegzalf werd ook "getest". Volgens de gebruikers, die slechts een zeer lichte dosis probeerden, veroorzaakt heksenzalf een licht euforisch effect alsook een verhoogd libido.

## Verwijzingen
Er zijn geen recepten uit de klassieke oudheid bekend, maar in de literatuur kan men verwijzingen vinden over een smeersel dat mensen tot vliegen in staat brengt. Dit kan als voorloper van de middeleeuwse "heksenzalf" gezien worden.
Lilith verschijnt als een nachtelijke demon en als een kerkuil in de joodse overleveringen. Ze kende de geheime naam van God en veranderde zichzelf in een slang. Zij wordt in verband gebracht met vampiers, die ook vaak in een dier (wolf of vleermuis) kunnen veranderen. Ze kronkelt rond de Boom van de kennis van goed en kwaad en biedt Eva de appel aan.
In de Bijbel wordt gesproken over de staf van Mozes. God laat deze staf in een slang veranderen en vervolgens weer in een staf om het volk van Israël ervan te overtuigen dat ze Mozes moeten volgen.
Er zijn ook gevleugelde staven bekend, zoals de caduceus. De drager van deze staf kreeg hiermee toegang tot alle plaatsen. Het oudere symbool van Ningishzida (uit de Mesopotamische mythologie) heeft overeenkomsten met deze caduceus, ook hier kronkelen twee slangen rond de staf. De esculaap, een slang rond een scepter, is het symbool voor geneeskunde. Zie ook Naga (bovennatuurlijk wezen).
Quetzalcoatl, gevederde slang (coatl betekende tegelijk tweeling en slang), is god van de wind, wijsheid en het leven uit de Azteekse mythologie. Zie ook Slangencultus.
Ook in de Noordse mythologie komt een gevederde slang voor, zo beschrijft de Völuspá (voorspelling van de Völva);
dan komt de draak
duister gevlogen
de schitterende slang
uit schemerig diep
vliegt over de velden
draait op zijn vlerken
Nidhoggr, de lijken -
nu verzinkt hij voorgoed
In het Osebergschip werden hennepzaadjes aangetroffen. In Fyrkat lag een doos met daarin tovervoorwerpen, zoals de braakbal van een uil en kleine beentjes van vogels en zoogdieren, en in een tas zat zaad van bilzekruid. Wanneer dergelijke zaden in het vuur worden geworpen, produceren ze een hallucinogene rook, die een gevoel geeft van te vliegen. Het Oudnoordse vǫlva betekent "spinrok (of toverstaf) dragend" of "draagster van een (magische) staf, zie ook archeologische aanwijzingen voor de Völva
Homerus (ca. 800 v.Chr. – ca. 750 v.Chr.) schrijft in zijn Ilias (hoofdstuk II, XIV) dat de godin Hera zich met ambrozijn insmeert om op de Idaberg bij Zeus te komen. Ambrosia is het Griekse woord voor voedsel voor de goden, het is een onsterfelijkheidsdrank. Zeus zelf veranderde ook vaak zijn gedaante, zo verleidde hij Europa toen hij zich als stier vermomd had. De tovenares Circe veranderde de manschappen van Odysseus in varkens met een elixer. Odysseus ontkomt aan dit lot doordat hij een kruid, Moly genaamd, inneemt dat Hermes hem aanbiedt. Odysseus vertrouwt het niet, omdat Moly giftig is. Het lukt Hermes uiteindelijk om Odysseus te overtuigen

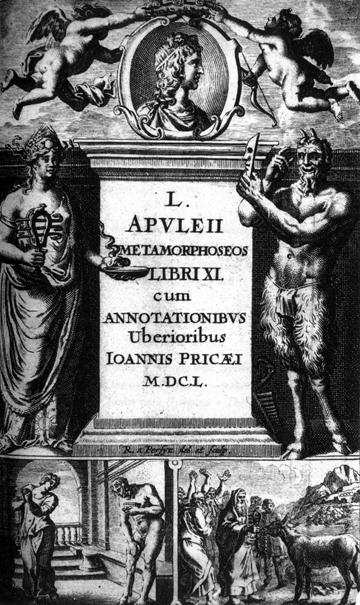
Linksonder wordt een lichaam met heksenzalf ingesmeerd (Metamorphoses van Apuleius, editie uit 1650, Gouda, Nederland)

Apuleius (circa 123-125) laat de held van de roman Metamorphoses (ook wel de Gouden Ezel) vertellen over de heksenkunsten van vrouwen van Thessalië. Zij zouden mandragora gebruiken om uit te treden uit het lichaam. De heks Pamphile trok haar kleding uit en streek zalf over haar gehele lichaam. Zij verandert in een uil, maar het loopt geheel anders af met de hoofdpersoon. Ook in een ander werk met dezelfde naam, spelen metamorfosen een grote rol.
Iedereen die geacht werd te zijn veranderd in een wolf door middel van magische spreuken of kruiden werd versipellis genoemd door de Romeinen.
In Italië, Frankrijk en Duitsland werd gezegd dat een man in een weerwolf (een mens verandert in een dier met bovenmenselijke kracht, gekoppeld aan sterk ontwikkelde zintuigen) kon veranderen als hij buiten ging slapen tijdens volle maan (vooral op een woensdag of een vrijdag). In de Heksenwet wordt de monnikskap in hetzelfde couplet als de weerwof en afnemende maan genoemd.
In sprookjes wordt soms een toverdrank gebruikt om mensen in dieren te veranderen, maar ook de combinatie van een toverspreuk (recept) met een toverstaf. In de verhalen bezitten ook goede feeën en tovenaars de macht het uiterlijk van mens of dier te veranderen en verre reizen door de lucht te ondernemen. In zeventiende-eeuwse Franse versies van Assepoester verandert een goede fee muizen in dienaren (een pompoen wordt een voertuig). In de negentiende-eeuwse versie van de gebroeders Grimm komt dit duidelijk niet voor, dit kan te maken hebben met de grote heksenvervolgingen die inmiddels (juist in het Duitstalig gebied) hadden plaatsgevonden in verband met de "vliegende" heksen. In Jorinde en Joringel bezit de heks duidelijk wel de macht om zichzelf en anderen in dieren te veranderen.
Er zijn veel volksverhalen over toverzalven. In een heksenverhaal uit de Kempen smeren twee vrouwen zalf op hun lichaam en vliegen op een bezemsteel. In De groente-ezel veranderen mensen door het eten van een bepaalde soort sla in ezels. In enkele volksverhalen vliegen de heksen door de schoorsteen naar de vergadering om klokslag twaalf (het spookuur);
Tussen twaalf en een
zijn alle heksen op de been
Dit gebeurde ook op spinnewielen, bokken of kalveren met de volgende spreuk;
Over haag en over heg, te Keulen in de wijnkelder
Ook in de huidige tijd blijven verwijzingen bestaan. In de strips van Donald Duck gebruikt Zwarte Magica haar toverstaf (voor metamorfose) op zichzelf of anderen, dit doet zij echter alleen met het doel er zelf beter van te worden. Arthur uit de Suske en Wiske-reeks kan vliegen door een bepaalde plant. In Harry Potter-boekenreeks worden ook toverstaven gebruikt, met als een van de benodigde middelen drakenbloed. In de boeken spelen ook gedaanteverwisselingen met gebruik van een toverstaf een rol. De leerlingen moeten tijdens een les kruidenkunde mandragora-planten (alruin) verpotten die vreselijk schreeuwen, al in de middeleeuwen stopten mensen hun oren dicht met bijenwas als de plant werd geplukt door honden.
In vele culturen worden speciale smeersels gebruikt. Ook rondom de jaarfeesten is insmeren nog een bekend element. Ook bij andere gebeurtenissen hebben zalven een belangrijke rol. Iemand tot koning zalven is een bekend begrip, ook in de Bijbel komt dit voor. Er werd gezalfd voor het bezoek aan een orakel, zoals bij dat van Trophonios.

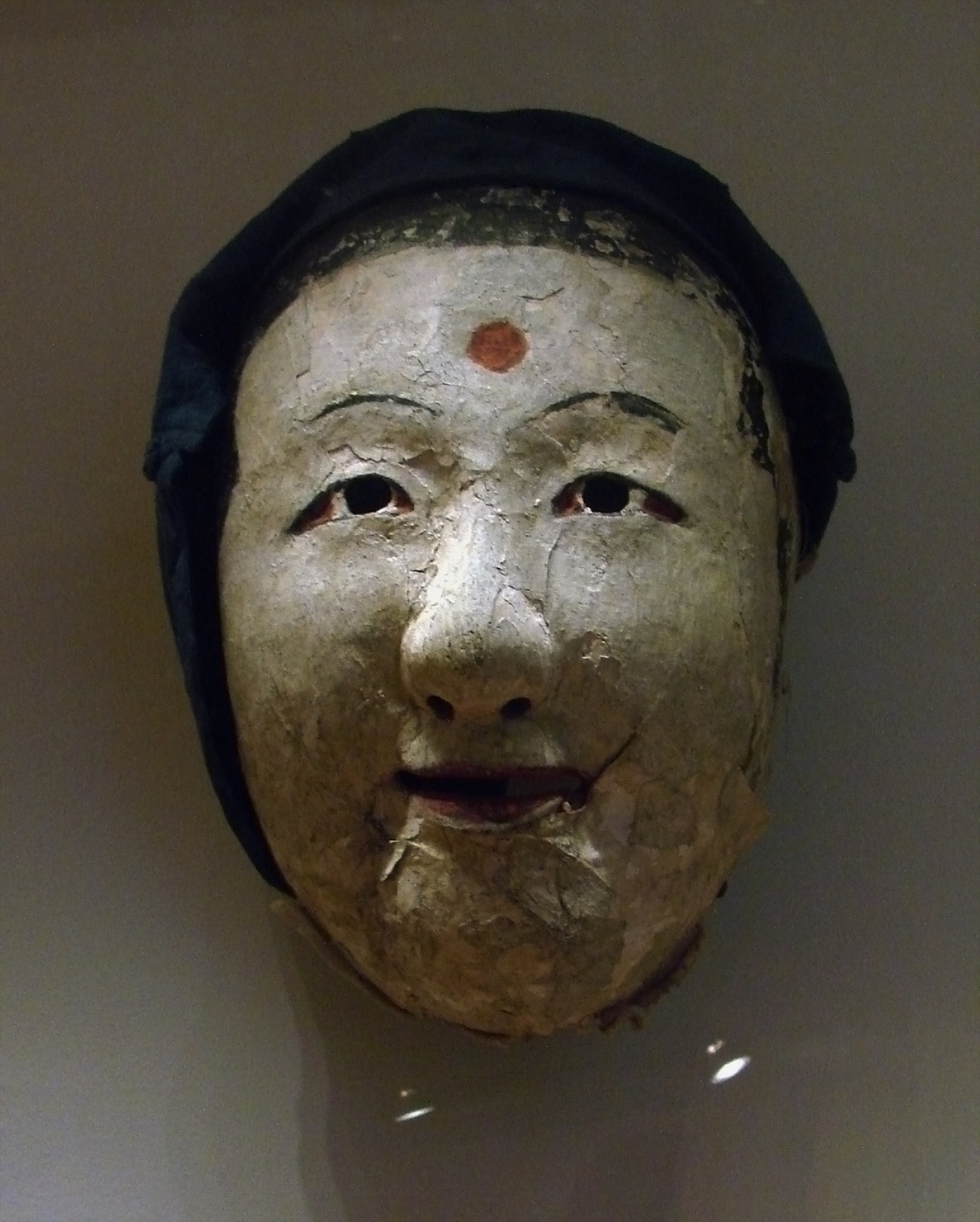
Masker, een sjamaan met bindi voorstellend

Een bindi (de rode stip op het voorhoofd bestond oorspronkelijk uit een kruidenmengsel) is het spirituele derde oog, ofwel ajna. Een bekend middel is henna, waar soms bij gebruik hevige allergische reacties kunnen optreden (zwarte henna). Oorspronkelijk werd de rode kleurstof gebruikt bij rituelen rondom speciale gelegenheden (zoals een huwelijk). Een andere stof die op het lichaam wordt gesmeerd is vibhuti (gewijde as), verwezen wordt naar een bevrijde/verloste ziel in een belichaming waarvan het ego niet meer is en bovenmenselijke macht.
In het Iraanse en Afghaanse feest Noroez spelen als Hadji Firoez vermomde zwartgeschminkte troubadours een grote rol. Ook zijn de zwartgeschminkte Morris men (of Moreska Grasser) bekend.
In Iran is de haumavarka (soma-wolf) bekend.
De berserker gebruikte de vliegenzwam met mede of andere hallucinogene middelen, ze gedroegen zich als dolle honden of wolven en waren zo sterk als beren of stieren. Het lichaam was geheel zwart geverfd en de berserker heeft de eigenschap van Odin om in een vogel, vis of wild dier te veranderen en te vliegen. Volgens Snorri Sturluson (in Ynglingatal) had vuur of ijzer geen effect op hen.
Ook Zwarte Piet, die elke nacht de aarde doorkruist en kijkt of de mensen goed of slecht zijn, is zwart gemaakt met een smeersel. Zwarte Piet wordt in verband gebracht met de twee zwarte raven van Wodan, Huginn en Muninn (gedachte en geheugen). Zwarte Piet draagt vaak een roe, waarmee de stoute "kinderen" billenkoek kregen. Wodan wordt in verband gebracht met de Wilde Jacht, waarbij een dodenleger vooral rondom midwinter de lucht doorkruist.
In het volksgeloof is contact met deze andere dimensie eenvoudiger te bereiken tijdens de jaarfeesten. Dit komt ook voor binnen (bijvoorbeeld) het hindoeïsme. De feesten zijn een vorm van voorouderverering. Contact met wezens uit een andere dimensie (zoals de onderwereld of vierde dimensie), geesten of doden komt vaker voor, zie necromantie.